# Раходоще
Раходоще (пол. Rachodoszcze) — село в Польщі, у гміні Адамув Замойського повіту Люблінського воєводства.
Населення — 295 осіб (2011).
У 1975-1998 роках село належало до Замойського воєводства.

## Демографія
Демографічна структура станом на 31 березня 2011 року:
|          | Загалом | Допрацездатний вік | Працездатний вік | Постпрацездатний вік |
| -------- | ------- | ------------------ | ---------------- | -------------------- |
| Чоловіки | 155     | 29                 | 99               | 27                   |
| Жінки    | 140     | 29                 | 70               | 41                   |
| Разом    | 295     | 58                 | 169              | 68                   |